# Проспект Бардина
Проспект Бардина (с 1938 по 1960 год — ул. 26 Июня) — одна из улиц Новокузнецка, расположенная в Центральном районе.

## История
Улица была названа в честь даты выборов в Верховный Совет РСФСР, проходящих 26 июня 1938 года, но в народе ее звали «Центральной» (по другим данным это было официальное название). Площадь в районе пересечения с улицей Кутузова, занимало Моховое болото. В 1947 году началось строительство «1-й городской клинической больницы — Медсанчасти КМК» и уже в 1951 году было открыто первое здание. В 1958 году началась застройка улицы многоэтажными жилыми домами. Решением горсовета от 9 февраля 1960 года получила статус проспекта и была названа в честь академика Ивана Павловича Бардина. В 1965 году институт Сибпромстройпроект начинает проектирование здания «дома Быта», которое будет построено на русле реки Горбуниха в декабре 1971 года. В 1978 году по проспекту начинает ходить первый троллейбус по маршруту пр. Октябрьский — Вокзал. В 1984 году произошло объединение земли от перекрёстка улиц Бардина и Кутузова до родильного дома № 1 в общую площадь парка имени Гагарина. В 1985 году открывается Сибирский металлургический институт. 2 августа 2007 года в сквере, расположенном на пересечении с улицей Кирова, был открыт памятник «Черный тюльпан», в честь новокузнечан, погибших в локальных войнах и военных конфликтах.

## Описание
Проспект Бардина — один из лучей Вокзала, проходящий от Привокзальной площади до Дома быта. Ширина проспекта — 2 полосы, причём на участке от Вокзала до ул. Кутузова для движения используется лишь одна, вторая для парковки.

## Транспорт
Троллейбусные маршруты № 1, 2, 3, 6а, 7 в сторону вокзала, в сторону Универбыта — № 1, 2, 6, 7.
Автобусные маршруты № 5, 25*, 66, 70, 80, 88, 345, а также пригородные № 103, 104, 104с, 105, 105к, 106, 107, 107с, 108, 110, 155, 168. проходят полностью по проспекту. Аналогично только по направлению к вокзалу проходят пригородные маршруты № 152, 164, 169, 350.
Ближайшая трамвайная остановка — «Универбыт» (№ 2, 5, 9).
Остановки
- Вокзал (пр. Бардина) — троллейбусы № 1, 2, 3, 6, 6а, 7; автобусы № 5, 25*, 66, 70, 80, 88, 345.
- Парк Гагарина — только для автобусных маршрутов № 25*, 66, 70, 80, 88, 345, а также для № 5 по направлению от вокзала.
- Городская Больница № 1 — троллейбусы № 1, 2, 3, 6, 6а, 7; автобус № 5, 25*, 66, 70, 80, 88, 345, 155, 168.
- Универбыт — троллейбусы № 1, 2, 3, 6, 6а, 7; автобусы № 5, 25*, 66, 70, 80, 88, 345, а также пригородные № 103, 104, 104с, 105, 105к, 106, 107, 107с, 108, 110, 155, 168. По направлению на вокзал останавливаются № 152, 164, 168, 169, 350.

## Известные здания
- 2 — Сибирский сантехпроект;
- 14 — Налоговая инспекция по Центральному району;
- 28 — ГКБ № 1[1];
- 25 — СибГИУ[1];
- 42 — Дом быта[1] (1971 год, пятиэтажное здание для бытовых услуг, крупнейшее в Сибири, общая площадью более 16 тысяч кв., где на момент открытия работали более полутора тысяч человек[3]).